# Дикий собака дінго
«Дикий собака дінго» — радянський чорно-білий художній фільм, поставлений в 1962 році на кіностудії «Ленфільм» режисером Юлієм Карасиком за повістю радянського дитячого письменника Рувіма Фраєрмана «Дикий собака дінго, або Повість про перше кохання» (1939). Прем'єра фільму в СРСР відбулася 15 жовтня 1962 року. Фільм подивилися 21,8 млн глядачів. Кінострічка входить до зібрання фільмів «Держфільмофонду СРСР».

## Сюжет
У далекосхідне містечко Приморськ, де живе Таня Сабанєєва зі своєю мамою, на службу переводом з Москви приїжджає її батько, полковник, якого вона ніколи не бачила, зі своєю новою дружиною і її племінником Колею. Таня і Коля познайомилися і потоваришували. При цьому Таня відкрила для свого друга дивовижний світ, де водиться дикий собака дінго.

## У ролях
- Галина Польських —  Таня Сабанєєва
- Володимир Особик —  Коля Сабанєєв, прийомний син батька Тані, племінник Надії Петрівни
- Талас Умурзаков —  Філька Бєлолюбський, друг і однокласник Тані
- Аня Родіонова —  Женя Бєлякова, однокласниця Тані
- Інна Кондратьєва —  Марія (Сабанєєва М. П.), мати Тані
- Микола Тимофєєв —  Сабанєєв, батько Тані, полковник
- Ірина Радченко —  Надія Петрівна, друга дружина батька Тані
- Тамара Логінова —  Олександра Іванівна, вчителька російської мови
- Антоніна Павличева —  нянька Тані
- В. Кожевников —  епізод
- В'ячеслав Тимофєєв —  епізод
- Володимир Курков —  керівник шкільного драмгуртка
- Наталія Макарова —  епізод
- Лім Су —  батько Фільки
- Микола Мельников — однокласник  (в титрах не вказаний)

## Знімальна група
- Автор сценарію — Анатолій Гребнєв
- Режисер-постановник —  Юлій Карасик
- Головний оператор — В'ячеслав Фастович
- Головний художник —  Віктор Волін
- Художник —  Абрам Векслер
- Режисер —  Ісаак Менакер, В'ячеслав Чаплін (в титрах не вказаний)
- Композитор —  Ісаак Шварц
- Звукооператор — Борис Хуторянський
- Монтаж — Стера Горакова
- Оператори — Олексій Сисоєв,  Володимир Пономарьов
- Редактор —  Світлана Пономаренко
- Художник по костюмах — Віля Рахматулліна